# Quzhang
Quzhang (kinesiska: 曲樟, 曲樟乡) är en socken i Kina. Den ligger i den autonoma regionen Guangxi, i den södra delen av landet, omkring 170 kilometer sydost om regionhuvudstaden Nanning. Antalet invånare är 12441. Befolkningen består av 5 807 kvinnor och 6 634 män. Barn under 15 år utgör 29,0 %, vuxna 15-64 år 57 %, och äldre över 65 år 12,0 %.
Genomsnittlig årsnederbörd är 2 313 millimeter. Den regnigaste månaden är augusti, med i genomsnitt 486 mm nederbörd, och den torraste är februari, med 22 mm nederbörd.